# ابن الشحنة الصغير
ابن الشحنة الصغير (804 - 890 هـ / 1402 - 1485 م) مؤرخ وفقيه حنفى.
هو محمد بن محمد بن محمد بن محمود بن غازى الثقفى الحلبي، أبو الفضل بن أبى الوليد، ابن الشحنة، من أهل حلب.

## آثاره
من آثاره:
- «شرح الهداية» في الفقه.
- «تنوير المنار» اختصر فيه كتاب «المنار».
- «المنجد المغيث في علم الحديث» في الحديث.
- «استيعاب العلام على شرح العقائد» وهو غير كامل.
- «طبقات الحنفية» في التراجم.[4]

## منابع
1. 1 2  خير الدين الزركلي (2002)، الأعلام: قاموس تراجم لأشهر الرجال والنساء من العرب والمستعربين والمستشرقين (ط. 15)، بيروت: دار العلم للملايين، OCLC:1127653771، QID:Q113504685
2. ↑  خير الدين الزركلي (2002)، الأعلام: قاموس تراجم لأشهر الرجال والنساء من العرب والمستعربين والمستشرقين (ط. 15)، بيروت: دار العلم للملايين، ج. 7، ص. 51، OCLC:1127653771، QID:Q113504685
3. ↑  موسوعة شبكة المعرفة الريفية نسخة محفوظة 19 يوليو 2018 على موقع واي باك مشين.
4. ↑  الموسوعة العربية | ابن الشحنة[وصلة مكسورة] نسخة محفوظة 8 أغسطس 2020 على موقع واي باك مشين.